# Ivar Berendsen
Ivar Maurice Berendsen (5. oktober 1865 i København – 13. november 1939 på Frederiksberg) var en dansk toldinspektør og politiker.
Han var søn af grosserer Sophus Berendsen og hustru Mariane f. Levin og broder til Albert Berendsen. Berendsen blev student fra Metropolitanskolen 1882, cand.jur. 1887, volontør i Overtoldinspektoratet samme år; sekretær 1891, fuldmægtig 1894, toldforvalter på Frederiksberg 1898, toldinspektør i København 1903 og i Københavns Frihavn fra 1914. Han var sekretær i Told- og Trafiketaternes Lønningsudvalg 1906-07 og for deres centralorganisation siden dens stiftelse.
Han var desuden medlem af den radikale Klubs Hovedudvalg, af de forberedende Udvalg for Det Radikale Venstres program, delegeret ved Odensemødet og senere kongresser, næstformand for Københavns radikale Venstreforening 1905-18 og formand 1921-25 (i hovedbestyrelsen fra 1894); Det Radikale Venstres kandidat ved Folketingsvalget i Københavns 2. kreds 1909, medlem af Folketinget 1910-20, formand i Studentersamfundet 1898-1901 og 1907-08; i bestyrelsen for Studentersamfundets Søndagsskole, tidligere for det fri Teaters. Smaaskrifternes og Oplysningsvirksomhedens Bestyrelser; formand i Den danske Toldetats Forening 1904-10; talrige artikler i blade og tidsskrifter (om Finland, om toldspørgsmål m.m.). Medlem af bestyrelsen for Rask-Ørsted Fondet fra 1919, af Arbejdsløshedsnævnet (siden Arbejdsnævnet) 1920-26, formand i repræsentantskabet for Statsfunktionærernes Låneforening fra 1917, udpeget af Undervisningsministeriet til direktionen for Den mosaiske Drengeskole.
Han var generalsekretær for de europæiske radikales sammenslutning (Genève, genvalgt i Haag 1919, Wien 1922) og generalsekretær for de europæiske radikale partiers liga, valgt i Boulogne-sur-Mer 1924, genvalgt i København 1925 og valgt til præsident for samme i Karlsruhe 1927 og Paris samme år og genvalgt i London 1928.
Gift 26. maj 1891 i Sankt Pauls Kirke med Anna Levonius (22. februar 1868 i Helsingfors – 5. oktober 1911 i København), datter af bankdirektør, hofråd Karl Frederik Levonius (1840-1907) og Augusta Aejmelæus (1841-1927). Fru Anna Berendsen var sekretær i Københavns Kvindevalgretsforening.
Han er begravet på Mosaisk Vestre Begravelsesplads.